# La Once
La once es un documental chileno del año 2014, dirigido por Maite Alberdi y producido por Micromundo. Fue estrenado el 24 de octubre de 2014 en el Festival Internacional de Cine de Santiago, en la obra se documentan los encuentros de un grupo de amigas adultas mayores que desde que se graduaron del colegio, hace 60 años, religiosamente se reúnen todos los meses a tomar “once”, donde discuten temas de interés público, como los cambios en Chile, ahondan en temas personales de sus vidas y recuerdan anécdotas evocando un pasado en común. El documental fue galardonado en diferentes festivales internacionales en la categoría de Mejor Documental, como en el Festival Internacional de Cine de Cartagena de Indias. También fue destacado con una nominación en la categoría de Mejor Película Iberoamericana en los Premios Goya.

## Sinopsis
Maite Alberdi documenta en el transcurso de 5 años, desde 2009 a 2013, las juntas mensuales para tomar “once” de su abuela con sus excompañeras de colegio, reuniones que ya se habían extendido por 60 años. Este grupo de amigas construyen una intimidad alrededor de la mesa en la cual se nos permite ser un espectador, las décadas de amistad son implícitas durante el transcurso de todo el largometraje como también el peso de un pasado compartido que añoran, las anécdotas de los días en un acomodado colegio religioso de mujeres, los estándares que debía cumplir la mujer en una época ya pasada, la incomprensión del presente al traer a la mesa diferentes temas modernos como la homosexualidad o el significado de la palabra “perreo” juntas tratan de comprender esta sociedad que ha cambiado tanto desde sus años de juventud y desafía sus creencias. En esta dinámica la cámara que documenta se hace invisible bajo las divertidas conversaciones que transcurren en cada reunión mensual. La inclemencia del tiempo ronda como un fantasma durante todo el documental, la pérdida de seres queridos, la vejez y los achaques de esta misma persiguen a las protagonistas registrando el ocaso de este inquebrantable grupo, el cual queda inmortalizado bajo la obra de Alberdi.

## Temas relevantes que trata
El largometraje representa la preservación de la memoria compartida a través de la reunión alrededor de la mesa para tomar “once”, la complejidad de la  amistad entre mujeres, la crudeza del paso del tiempo en un grupo de amigas que se conocen desde su juventud, hallando mujeres octogenarias. Todos estos temas convergen con la sombra de la muerte, la pérdida de esposos, amigas, hijos y de las propias protagonistas. 

## Recepción crítica
El documental de Maite Alberdi generó buena crítica, destacando la calidad de “bitácora” y el recurso de “telerrealidad” que utiliza la obra, con un ojo honesto a las historias y el cual no persigue el impacto fácil en los espectadores. El tema central del largometraje, la complejidad de la amistad entre mujeres, funciona como un retrato leal a un mundo poco explorado por el cine. La temática bien lograda  del paso del tiempo, la inclemencia de este y la muerte, que se hace presente en el filme.
Pablo Ortúzar de la  revista Qué Pasa escribe “Es una película intensa que nos hace pasar no sólo de la risa, sino que de las carcajadas, al llanto, y que nos obliga a mirar de frente la vejez y, por tanto, a buscar una reconciliación con ella, en vez de tratar de esconderla."
Álvaro Sanjurjo Toucon de la  Asociación Críticos de Cine del Uruguay escribe "Alberdi ha logrado su propósito de homenajear a sus mayores, a la vez que bucea en la intimidad de estas mujeres y su entorno, sin concesiones." 
Antonio Martínez del  Diario El Mercurio escribe "Maite Alberti las filma [a las protagonistas] con devoción, las sigue hasta el final y el documental se convierte en bitácora, homenaje y testamento."

## Premios y nominaciones[6]
Nominada a los Premios Goya en la categoría de Mejor película iberoamericana.
Nominada al Festival Internacional de Cine Documental de Sheffield en la categoría de Premio del Jurado.
Nominada a los premios Platino del Cine Iberoamericano en la categoría de Mejor Documental.
Ganadora en el Guadalajara International Film Festival en la categoría de Mejor Documental FICG.
Ganadora en el Miami International Film Festival en la categoría Knight Documentary Achievement Award.
Ganadora  como Mejor Documental EIDF en Corea del Sur.
Ganadora en AWFJ EDA AWARD en  la categoría Mejor Dirección femenina IDFA.
Ganadora en el Festival de Cine Latinoamericano de Biarritz en la categoría de Premio del Público.
Ganadora en el Festival Internacional de Cine de Cartagena de Indias en la categoría de Mejor Documental.
Ganadora en el Festival Internacional de Cine DocsBarcelona en la categoría de Mejor Documental.
Ganadora en los premios SANFIC en las categorías de Mejor Película Chilena y Mejor Director.

## Datos de relevancia
En la grabación del documental La once, el equipo decidió no intervenir ni hablar con las participantes de la reunión, con el fin de generar un ambiente sincero y auténtico donde se retrate verídicamente las conversaciones entre las amigas.
El documental acumuló más de 25.000 espectadores en Chile y se mantuvo en cartelera por cuatro meses, algo sin precedentes para un largometraje de no ficción en el país.
El documental se encuentra disponible en Netflix.